# جحوتي (كاهن آمون الأكبر)
جحوتي أو تحوتي كان كاهن آمون الأكبر في زمن أحمس الأول، في بداية الأسرة الثامنة عشر.
يعرف جحوتي من عدد قليل من المخاريط الجنائزية في متحف المتروبوليتان للفنون. النقش على المخروط مخصص "للخادم المقدس الأول للإله آمون والمشرف على الأختام، جحوتي". وتشير هذه المخاريط إلى "الإله الطيب (كامل القداسة) نب پحتي رع" (أحمس). في بعض المخاريط الجنائزية، يُكتب لأحمس اسم التتويج "حقا تاوي"، وهو اسم غير موثق غالبًا للملك.

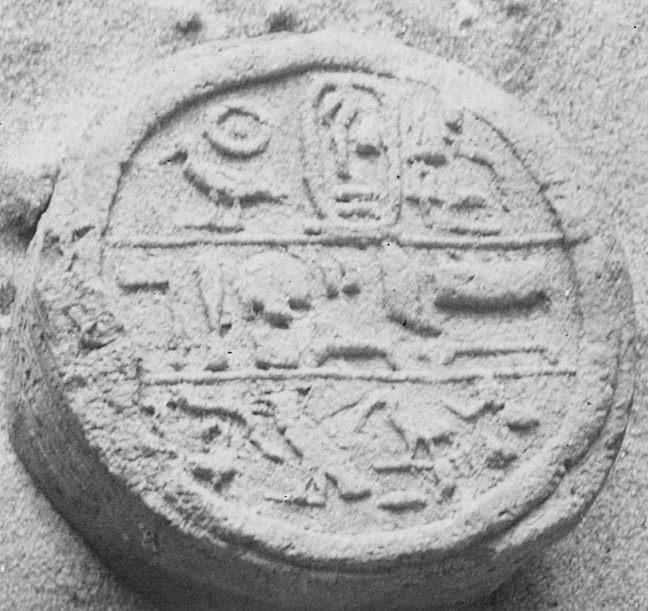
مخروط چحوتي الجنائزي الحامل للقب العرش غير المسجل المرجح انتماءه للملك أحمس الأول حقا تاوي.